# Sant Joan d'Horta
|  | Aquest article tracta sobre l'església del municipi de Barcelona. Si cerqueu el municipi desaparegut de Barcelona, vegeu «Horta-Guinardó». |

L'església de Sant Joan d'Horta és un temple catòlic situat als carrer de Campoamor, 2-4 al barri d'Horta de Barcelona, catalogat com a bé amb elements d'interès (categoria C) i inclòs a l'Inventari del Patrimoni Arquitectònic de Catalunya. És cap de l'arxiprestat d'Horta, que inclou les parròquies de Mare de Déu del Mont Carmel, Sant Antoni de Pàdua, Sant Marcel i Santa Teresa de Jesús.

## Història i descripció

### Església vella

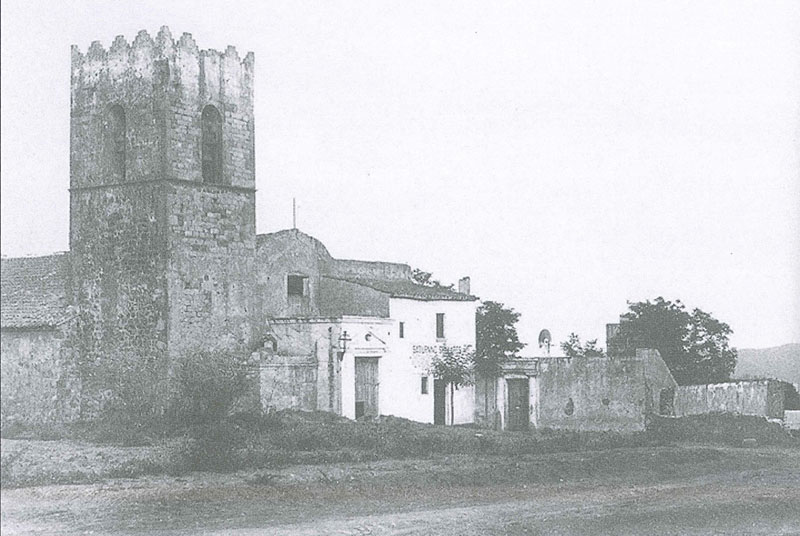
Església vella de Sant Joan d'Horta

L'església vella de Sant Joan d'Horta va ser construïda al segle x, en estil romànic i era sufragània de la parròquia de Sant Genís dels Agudells. Era prop de les terres de la família Horta (o Orta), la principal família de la vila, a la qual va donar nom, i era una església senzilla, de tres naus amb volta de canó i un campanar quadrangular amb merlets, que semblava una torre de defensa.
A finals del segle xii, els Horta volien aconseguir el títol de parròquia per a la seva capella de Sant Joan, però no podien aconseguir-ho pels pocs parroquians i béns que la capella tenia assignats. Per això el 3 d'octubre de 1200 van donar el mas de Fàbrica, que després va dir-se can Ferrer i ara és can Mariner, a Bernat Ferrer i la seva muller Ermessenda, i a tots els seus successors, amb l'obligació d'habitar-lo, cultivar les seves terres a estil de bon pagès i cada any fer entrega a l'església de Sant Joan de la quarta part de la collita de blat i la meitat del fruit de tots els arbres que hi plantessin. Des de llavors no va ser únicament la casa d'Horta la que feia delmes a la capella. Gràcies a això, i a l'aquiescència del rector de Sant Genís dels Agudells, Guillem del Port, prevere, fou possible el nomenament del primer rector d'Horta, el 2 de juny de 1260, en la persona de Guillem Feixes, prevere.
Finalment, el 1860 va esdevenir parròquia. Al costat de l'església hi havia el cementiri parroquial, que fou abandonat el 1867 quan fou inaugurat el nou cementiri d'Horta.
El 1909, l'església va ser destruïda durant la Setmana Tràgica, i només va quedar en peus el campanar, que va ser enderrocat el 1929. El 1912 s'hi va instal·lar el Club de Tennis Horta, al carrer de Campoamor, 66, que encara hi roman.

### Església nova
Uns anys abans de la destrucció de l'església antiga, que havia quedat petita per a la creixent població d'Horta, ja hi havia un projecte per construir-ne una de nova en uns terrenys més propers, obra de l'arquitecte Ramon Maria Riudor, i el 24 de juny de 1905 se'n va posar la primera pedra, en un acte presidit pel cardenal Casañas. Després de la destrucció del temple vell el 1909 se'n van accelerar els preparatius, tot i que fins al 1911 no se'n va iniciar la construcció, sota la direcció de l'arquitecte Enric Sagnier, i l'església va ser inaugurada el 21 d'octubre de 1917. El 1936 va ser incendiada en el transcurs de la Guerra Civil, i reconstruïda el 1939, tot i que les obres van prosseguir fins al 24 de juny de 1980, quan es van inaugurar el portal i el timpà. El 1948 s'hi van instal·lar les campanes Miquela i Lluïsa.
La nova església és d'estil neogòtic, de 20 d'ample, 47 de llarg i 20 d'alçada. Té un creuer amb tres voltes, la central sobre quatre arcs torals, i un absis octogonal amb nou vitralls amb escenes de la vida de sant Joan Baptista, a qui està dedicada l'església. La façana presenta un portal amb tres arcs apuntats superposats, amb un timpà amb la imatge de sant Joan Baptista i la inscripció «el regne de Déu és a prop» (Mateu 3, 2). Sobre el portal hi ha un gran finestral ogival, i ho flanquegen dues torres octogonals que recorden les de l'església de Santa Maria del Pi.